# Faeröers voetbalelftal in 2001
Het Faeröers voetbalelftal speelde in totaal negen interlands in het jaar 2001, waarvan acht duels in de kwalificatiereeks voor het WK voetbal 2002 in Japan en Zuid-Korea. De nationale selectie stond voor het achtste opeenvolgende jaar onder leiding van de Deense bondscoach Allan Simonsen, de opvolger van de eind 1993 opgestapte Páll Guðlaugsson. Hij stapte op na de laatste wedstrijd van het jaar, op 6 oktober tegen Slovenië. Op de in 1993 geïntroduceerde FIFA-wereldranglijst steeg Faeröer in 2001 van de 118de (januari 2000) naar de 117de plaats (december 2001).

## Balans
| Wedstrijden | Wedstrijden | Wedstrijden | Wedstrijden | Doelpunten | Doelpunten | Doelpunten | Punten |
| Gespeeld    | Winst       | Gelijk      | Verlies     | Voor       | Tegen      | Saldo      | Punten |
| ----------- | ----------- | ----------- | ----------- | ---------- | ---------- | ---------- | ------ |
| 9           | 2           | 1           | 6           | 3          | 16         | –13        | 0.556  |

## Interlands
|                                                       |        |       |         |                                                                         |
| 26 april Nordic Cup № 70 «onderlinge duels» 18:00 uur | Zweden | 0 – 0 | Faeröer | Tipshallen, Växjö Toeschouwers: 2.204 Scheidsrechter: Terje Hauge (NOR) |
| 26 april Nordic Cup № 70 «onderlinge duels» 18:00 uur |        |       |         | Tipshallen, Växjö Toeschouwers: 2.204 Scheidsrechter: Terje Hauge (NOR) |

|                                                            |           |                                               |         |                                                                                         |
| 24 maart WK-kwalificatie № 71 «onderlinge duels» 18:00 uur | Luxemburg | 0 – 2                                         | Faeröer | Stade Josy Barthel, Luxemburg Toeschouwers: 2.500 Scheidsrechter: Attila Hanacsek (HUN) |
| 24 maart WK-kwalificatie № 71 «onderlinge duels» 18:00 uur |           | 78' Christian Høgni Jacobsen 82' Kurt Mørkøre |         | Stade Josy Barthel, Luxemburg Toeschouwers: 2.500 Scheidsrechter: Attila Hanacsek (HUN) |

|                                                            |                        |       |         |                                                                                             |
| 28 maart WK-kwalificatie № 72 «onderlinge duels» 17:00 uur | Rusland                | 1 – 0 | Faeröer | Olympisch Stadion Loezjniki, Moskou Toeschouwers: 8.000 Scheidsrechter: Leslie Irvine (NIR) |
| 28 maart WK-kwalificatie № 72 «onderlinge duels» 17:00 uur | Aleksandr Mostovoj 19' |       |         | Olympisch Stadion Loezjniki, Moskou Toeschouwers: 8.000 Scheidsrechter: Leslie Irvine (NIR) |

|                                                          |         |                    |             |                                                                                |
| 2 juni WK-kwalificatie № 73 «onderlinge duels» 20:15 uur | Faeröer | 0 – 1              | Zwitserland | Svangaskarð, Toftir Toeschouwers: 3.500 Scheidsrechter: Douglas McDonald (SCO) |
| 2 juni WK-kwalificatie № 73 «onderlinge duels» 20:15 uur |         | 81' Alexander Frei |             | Svangaskarð, Toftir Toeschouwers: 3.500 Scheidsrechter: Douglas McDonald (SCO) |

|                                                          |         | |             |                                                                             |
| 6 juni WK-kwalificatie № 74 «onderlinge duels» 19:00 uur | Faeröer | 0 – 6 | Joegoslavië | Svangaskarð, Toftir Toeschouwers: 4.150 Scheidsrechter: Jaroslav Jara (CZE) |
| 6 juni WK-kwalificatie № 74 «onderlinge duels» 19:00 uur |         | 16' Dejan Stanković 24' Mateja Kežman 49' Dejan Stanković 63' Savo Milošević 82' Mateja Kežman 89' Mateja Kežman |             | Svangaskarð, Toftir Toeschouwers: 4.150 Scheidsrechter: Jaroslav Jara (CZE) |

|                                                               |                                          |       |         |                                                                                          |
| 15 augustus WK-kwalificatie № 75 «onderlinge duels» 20:15 uur | Joegoslavië                              | 2 – 0 | Faeröer | Stadion Crvene Zvezde, Belgrado Toeschouwers: 15.437 Scheidsrechter: Jorge Coroado (POR) |
| 15 augustus WK-kwalificatie № 75 «onderlinge duels» 20:15 uur | Siniša Mihajlović 23' Miroslav Đukić 86' |       |         | Stadion Crvene Zvezde, Belgrado Toeschouwers: 15.437 Scheidsrechter: Jorge Coroado (POR) |

|                                                               |                          |       |           |                                                                            |
| 1 september WK-kwalificatie № 76 «onderlinge duels» 17:00 uur | Faeröer                  | 1 – 0 | Luxemburg | Svangaskarð, Toftir Toeschouwers: 1.464 Scheidsrechter: Zeljko Siric (CRO) |
| 1 september WK-kwalificatie № 76 «onderlinge duels» 17:00 uur | Jens Kristian Hansen 84' |       |           | Svangaskarð, Toftir Toeschouwers: 1.464 Scheidsrechter: Zeljko Siric (CRO) |

|                                                               |         |                                                                            |         |                                                                             |
| 5 september WK-kwalificatie № 77 «onderlinge duels» 18:30 uur | Faeröer | 0 – 3                                                                      | Rusland | Tórsvøllur, Tórshavn Toeschouwers: 2.936 Scheidsrechter: Hubert Byrne (IRL) |
| 5 september WK-kwalificatie № 77 «onderlinge duels» 18:30 uur |         | 20' Vladimir Bestsjastnych 29' Vladimir Bestsjastnych 88' Aleksandr Shirko |         | Tórsvøllur, Tórshavn Toeschouwers: 2.936 Scheidsrechter: Hubert Byrne (IRL) |

|                                                             |                                                |       |         | |
| 6 oktober WK-kwalificatie № 78 «onderlinge duels» 16:00 uur | Slovenië                                       | 3 – 0 | Faeröer | Centralni Stadion za Bežigradom, Ljubljana Toeschouwers: 8.500 Scheidsrechter: Giorgos Kasnaferis (GRE) |
| 6 oktober WK-kwalificatie № 78 «onderlinge duels» 16:00 uur | Nastja Čeh 13' Nastja Čeh 31' Senad Tiganj 82' |       |         | Centralni Stadion za Bežigradom, Ljubljana Toeschouwers: 8.500 Scheidsrechter: Giorgos Kasnaferis (GRE) |

## FIFA-wereldranglijst
| JAN | FEB | MAR | APR | MEI | JUN | JUL | AUG | SEP | OKT | NOV | DEC |
| --- | --- | --- | --- | --- | --- | --- | --- | --- | --- | --- | --- |
| 118 | 118 | 119 | 115 | 123 | 120 | 119 | 122 | 118 | 118 | 119 | 117 |

## Statistieken
| Jákup Mikkelsen          | 1970-08-14 | Molde FK         | 9 | 0 | 0 | 27 | 0  |
| Jens Martin Knudsen      | 1967-06-11 | NSÍ Runavík      | 0 | 1 | 0 | 51 | 0  |
| Verdediging              |            |                  |   |   |   |    |    |
| Hans Fróði Hansen        | 1975-08-25 | B68 Toftir       | 9 | 0 | 0 | 23 | 1  |
| Óli Johannesen           | 1972-05-06 | Hvidovre IF      | 8 | 0 | 0 | 55 | 1  |
| Johan Byrial Hansen      | 1975-09-18 | FC Fredericia    | 7 | 0 | 0 | 8  | 0  |
| Jens Kristian Hansen     | 1971-09-03 | B36 Tórshavn     | 4 | 0 | 1 | 42 | 2  |
| Pól Thorsteinsson        | 1973-11-17 | B36 Tórshavn     | 1 | 1 | 0 | 21 | 0  |
| Jóhannis Joensen         | 1970-11-27 | HB Tórshavn      | 1 | 0 | 0 | 9  | 0  |
| Jón Rói Jacobsen         | 1983-04-07 | HB Tórshavn      | 0 | 3 | 0 | 3  | 0  |
| Arnbjørn Danielsen       | 1973-10-14 | B36 Tórshavn     | 0 | 1 | 0 | 1  | 0  |
| Middenveld               |            |                  |   |   |   |    |    |
| Fróði Benjaminsen        | 1977-12-14 | B68 Toftir       | 8 | 0 | 0 | 14 | 0  |
| Øssur Hansen             | 1971-01-07 | Boldklubben 1893 | 8 | 0 | 0 | 48 | 2  |
| Julian Johnsson          | 1975-02-24 | Hull City        | 7 | 0 | 0 | 43 | 1  |
| Sámal Joensen            | 1975-01-15 | GÍ Gøta          | 2 | 1 | 0 | 22 | 0  |
| Súni Olsen               | 1981-03-07 | FC Zwolle        | 1 | 5 | 0 | 6  | 0  |
| Rógvi Jacobsen           | 1979-03-05 | HB Tórshavn      | 1 | 3 | 0 | 11 | 0  |
| Allan Mørkøre            | 1971-11-22 | HB Tórshavn      | 1 | 1 | 0 | 53 | 1  |
| Helgi Petersen           | 1978-04-05 | GÍ Gøta          | 0 | 2 | 0 | 2  | 0  |
| Heðin á Lakjuni          | 1978-02-19 | B36 Tórshavn     | 0 | 1 | 0 | 5  | 0  |
| Aanval                   |            |                  |   |   |   |    |    |
| John Petersen            | 1972-04-22 | B36 Tórshavn     | 9 | 0 | 0 | 37 | 3  |
| Jákup á Borg             | 1979-10-26 | B36 Tórshavn     | 8 | 0 | 0 | 18 | 0  |
| Christian Høgni Jacobsen | 1980-05-12 | Vejle BK         | 7 | 2 | 1 | 9  | 1  |
| Kurt Mørkøre             | 1969-02-02 | Sogndal Fotball  | 3 | 3 | 1 | 36 | 3  |
| Uni Arge                 | 1971-01-21 | HB Tórshavn      | 3 | 0 | 0 | 35 | 6  |
| Todi Jónsson             | 1972-02-02 | FC Kopenhagen    | 2 | 0 | 0 | 44 | 10 |
| Andrew Fløtum            | 1979-06-13 | HB Tórshavn      | 0 | 1 | 0 | 1  | 0  |

FSF · A-internationals · Statistieken · Bondscoaches · Faeröers vrouwenelftal · Faeröer U21 · Faeröer U20 · Faeröer U19 · Faeröer U18 · Faeröer U17 · Faeröer U16
1980 – 1989 ·
1990 – 1999 ·
2000 – 2009 ·
2010 – 2019 ·
2020 – 2029
1988 · 
1989 · 
1990 ·
1991 · 
1992 · 
1993 · 
1994 · 
1995 · 
1996 · 
1997 · 
1998 · 
1999 · 
2000 · 
2001 · 
2002 · 
2003 · 
2004 · 
2005 · 
2006 · 
2007 · 
2008 · 
2009 · 
2010 · 
2011 · 
2012 · 
2013 · 
2014 · 
2015 · 
2016 ·
2017 ·
2018 ·
2019 ·
2020 ·
2021 ·
2022 ·
2023 ·
2024
Albanië ·
Andorra ·
Armenië ·
Azerbeidzjan ·
België ·
Bosnië en Herzegovina ·
Canada ·
Cyprus ·
Denemarken ·
Duitsland ·
Estland ·
Finland ·
Frankrijk ·
Georgië ·
Gibraltar ·
Griekenland ·
Hongarije ·
Ierland ·
IJsland ·
Israël ·
Italië ·
Joegoslavië ·
Kazachstan ·
Kosovo ·
Letland · 
Liechtenstein ·
Litouwen ·
Luxemburg ·
Malta ·
Moldavië ·
Nederland ·
Noord-Ierland ·
Noord-Macedonië ·
Noorwegen ·
Oekraïne ·
Oostenrijk ·
Polen ·
Portugal ·
Roemenië ·
Rusland ·
San Marino ·
Schotland ·
Servië ·
Servië en Montenegro · 
Slovenië ·
Slowakije ·
Spanje ·
Thailand ·
Tsjechië ·
Tsjecho-Slowakije ·
Turkije ·
Wales ·
Zweden ·
Zwitserland